# 니나 리치
니나 리치(Nina Ricci, 1883년 1월 14일 ~ 1970년 11월 30일)는 이탈리아 출생의 프랑스의 패션 디자이너이다. 1932년 파리에 브랜드 니나 리치를 창립했다.